# Marco Weymans
Marco Weymans (9 luglio 1997) è un calciatore belga naturalizzato burundese, difensore del Beerschot VA.

## Carriera

### Club
Inizialmente cresciuto nel vivaio del Beerschot AC, nel 2012 è entrato a far parte delle giovanili del PSV. All'età di 18 anni si è trasferito al Cardiff City: durante la prima stagione gallese si è spesso allenato con la prima squadra pur non collezionando presenze ufficiali, ma a seguito del cambio di allenatore è rimasto principalmente nella squadra Under-21 o Under-23.
Nell'agosto del 2017 ha firmato un accordo biennale con il Tubize, giocando per una stagione e mezzo nel campionato di Eerste klasse B, il secondo livello del calcio professionistico belga.
Il 31 gennaio 2019 Weymans è diventato un giocatore dell'Östersund, squadra svedese militante in Allsvenskan. Al primo anno in Scandinavia, Weymans è stato utilizzato in 14 gare di campionato, rispettivamente 7 volte da titolare e 7 da subentrante. Ha continuato ad alternare presenze da titolare ad altre dalla panchina anche nei due anni precedenti. La sua permanenza all'Östersund si è chiusa nel dicembre 2021, quando è scaduto il suo contratto e quando la squadra è retrocessa in Superettan.

### Nazionale
Dopo aver fatto parte di alcune nazionali giovanili belghe, per ultima l'Under-19, l'11 novembre 2020 Weymans ha debuttato con la nazionale del Burundi, paese di origine della madre. La partita del suo esordio era valida per le qualificazioni della Coppa d'Africa ed è stata pareggiata 1-1 sul campo della Mauritania.